# Eleição municipal de Niterói em 2000
A eleição municipal de Niterói em 2000, ocorreram no dia 1 de outubro (1° turno) e 29 de outubro (2° turno) e elegeram 1 (um) prefeito, mais o vice de seu partido ou coligação e 18 vereadores para a Câmara Municipal de Niterói. O prefeito e o vice-prefeito eleitos assumiram os cargos no dia 1 de janeiro de 2001 e seus mandatos terminaram no dia 31 de dezembro de 2004.

## Antecedentes
No primeiro turno da eleição municipal de Niterói em 2000, o então prefeito e candidato a reeleição Jorge Roberto Silveira (PDT) obteve 49,48% dos votos válidos, enquanto que o ex-secretário estadual de Justiça Sérgio Zveiter (PMDB) alcançou 30,79% dos votos válidos. Com o terceiro lugar ficou Soraya Santos, candidata do PSDB, com 14,25% dos votos válidos. Já no segundo turno, Jorge Roberto Silveira foi reeleito com 57,69% dos votos válidos, derrotando Zveiter, que obteve 42,30% dos votos.
Em 4 de abril de 2002, Jorge Roberto Silveira renunciou ao mandato de prefeito para disputar a eleição para o governo do estado do Rio de Janeiro daquele ano pelo PDT. Em seu lugar, o vice-prefeito Godofredo Pinto, do Partido dos Trabalhadores, assumiu o cargo no mesmo dia. Godofredo concorreu a reeleição no pleito de 2004, quando foi eleito.

## Eleitorado
Na eleição para prefeito da cidade de Niterói foram contabilizados no total 371.843 votos, sendo destes 46,54% representados pelo sexo masculino, enquanto que 53,30% dos votos foram representados pelo sexo feminino.
Abaixo a tabela com as especificações dos números de votos por faixa etária e sexo. 
| Faixa Etária       | Votos do Sexo Masculino | Votos do Sexo Feminino |
| ------------------ | ----------------------- | ---------------------- |
| 16 anos            | 444                     | 414                    |
| 17 anos            | 1.255                   | 1.359                  |
| 18 a 20 anos       | 10.871                  | 11.063                 |
| 21 a 24 anos       | 16.056                  | 16.805                 |
| 25 a 34 anos       | 36.823                  | 39.576                 |
| 35 a 44 anos       | 39.183                  | 44.019                 |
| 45 a 59 anos       | 39.630                  | 47.915                 |
| 60 a 69 anos       | 15.274                  | 19.692                 |
| 70 a 79 anos       | 10.186                  | 13.311                 |
| Superior a 79 anos | 3.328                   | 4.034                  |

## Candidatos a prefeito
| Cor de campanha | Nº | Candidato(a) a prefeito | Candidato(a) a prefeito                                          | Candidato(a) a vice-prefeito | Candidato(a) a vice-prefeito                                   | Coligação |
| --------------- | -- | ----------------------- | ---------------------------------------------------------------- | ---------------------------- | -------------------------------------------------------------- | --- |
|                 | 56 |                         | Fernando Sepúlveda (PRONA) Antônio Fernando dos Santos Sepúlveda |                              | Milton Teodoro da Silva (PRONA) Milton Theodoro da Silva Filho | "Sempre Niterói" - Partido da Reedificação da Ordem Nacional (PRONA) - Partido Republicano Progressista (PRP) |
|                 | 16 |                         | Heitor Fernandes (PSTU) Heitor Fernandes Filho                   |                              | Marcelo Silveira (PSTU) Marcelo Silveira de Carvalho           | Partido não coligado - Partido Socialista dos Trabalhadores Unificado (PSTU) |
|                 | 14 |                         | Jorge Rodino (PTB) Jorge Rodino Landeiro                         |                              | Rafael de Almeida (PTB) Rafael Francisco                       | Partido não coligado - Partido Trabalhista Brasileiro (PTB) |
|                 | 12 |                         | Jorge Roberto Silveira (PDT) Jorge Roberto Saad Silveira         |                              | Godofredo Pinto (PT) Godofredo Saturnino da Silva Pinto        | "União por Niterói" - Partido Democrático Trabalhista (PDT) - Partido dos Trabalhadores (PT) - Partido Socialista Brasileiro (PSB) - Partido Trabalhista do Brasil (PTdoB) - Partido Comunista do Brasil (PCdoB) - Partido Verde (PV)                                |
|                 | 15 |                         | Sergio Zveiter (PMDB) Sergio Zveiter                             |                              | Luiz Carlos Gallo (PFL) Luiz Carlos Gallo de Freitas           | "Niterói com Justiça Social" - Partido do Movimento Democrático Brasileiro (PMDB) - Partido da Frente Liberal (PFL) - Partido Social Democrático (PSD) - Partido Social Democrático Cristão (PSDC) - Partido Popular Socialista (PPS) - Partido Social Cristão (PSC) |
|                 | 45 |                         | Soraya Santos (PSDB) Soraya Alencar dos Santos                   |                              | Raul Portugal (PSDB) Raul Fernando Portugal Filho              | "Sou Mais Niterói" - Partido da Social Democracia Brasileira (PSDB) - Partido Humanista da Solidariedade (PHS) - Partido dos Aposentados da Nação (PAN) |

## Coligações Proporcionais para Vereador
- PT/PCdoB
- PMDB/PSC
- Unidos por Niterói (PL/PSL)
- PFL/PSDC
- Niterói Verde Social Trabalhista (PV/PTdoB/PSB)
- Sou Mais Niterói (PSDB/PHS)
- Sempre Niterói (PRONA/PRP)

Sem coligação: PPB, PDT, PTB, PSTU, PPS, PAN, PRTB e PSD
Não apresentaram candidatos: PST, PTN e PCB

## Pesquisas de opinião

### Prefeito - 1° Turno
| Período da pesquisa    | Instituto | Margem de erro | Candidato                    | Candidato             | Candidato            | Candidato         | Candidato          | Candidato               | Brancos ou Nulos | Nenhum ou Não sabe |
| Período da pesquisa    | Instituto | Margem de erro | Jorge Roberto Silveira (PDT) | Sergio Zveiter (PMDB) | Soraya Santos (PSDB) | Sepúlveda (PRONA) | Jorge Rodino (PTB) | Heitor Fernandes (PSTU) | Brancos ou Nulos | Nenhum ou Não sabe |
| ---------------------- | --------- | -------------- | ---------------------------- | --------------------- | -------------------- | ----------------- | ------------------ | ----------------------- | ---------------- | ------------------ |
| 24 de setembro de 2000 | Ibope     | 5%             | 35%                          | 22%                   | 20%                  | 2%                | 2%                 | 2%                      | 8%               | 9%                 |
| 30 de setembro de 2000 | Ibope     | 5%             | 41%                          | 24%                   | 16%                  | 3%                | 2%                 | 2%                      | 5%               | 8%                 |

### Prefeito - 2° Turno
| Período da pesquisa        | Instituto | Margem de erro | Candidato                    | Candidato             | Brancos ou Nulos | Nenhum ou Não sabe |
| Período da pesquisa        | Instituto | Margem de erro | Jorge Roberto Silveira (PDT) | Sergio Zveiter (PMDB) | Brancos ou Nulos | Nenhum ou Não sabe |
| -------------------------- | --------- | -------------- | ---------------------------- | --------------------- | ---------------- | ------------------ |
| 4 e 5 de outubro de 2000   | Ibope     | 5%             | 54%                          | 34%                   | 3%               | 9%                 |
| 18 e 19 de outubro de 2000 | Ibope     | 5%             | 57%                          | 32%                   | 7%               | 5%                 |
| 26 de outubro de 2000      | Ibope     | 5%             | 48%                          | 41%                   | 7%               | 4%                 |

## Resultados

### Prefeito
| 1º Turno 1 de outubro de 2000 | 1º Turno 1 de outubro de 2000   | 1º Turno 1 de outubro de 2000 | 1º Turno 1 de outubro de 2000 |
| Candidato(a)                  | Vice                            | Votação                       | Votação                       |
| Candidato(a)                  | Vice                            | Total                         | Porcentagem                   |
| ----------------------------- | ------------------------------- | ----------------------------- | ----------------------------- |
| Jorge Roberto Silveira (PDT)  | Godofredo Pinto (PT)            | 142.526                       | 49,48%                        |
| Sergio Zveiter (PMDB)         | Luiz Carlos Gallo (PFL)         | 88.707                        | 30,80%                        |
| Soraya Santos (PSDB)          | Raul Portugal (PSDB)            | 41.062                        | 14,26%                        |
| Fernando Sepúlveda (PRONA)    | Milton Teodoro da Silva (PRONA) | 9.464                         | 3,28%                         |
| Heitor Fernandes (PSTU)       | Marcelo Silveira (PSTU)         | 4.650                         | 1,61%                         |
| Jorge Rodino (PTB)            | Rafael de Almeida (PTB)         | 1.632                         | 0,57%                         |
| Total de votos válidos        | Total de votos válidos          | 288.041                       | 100,00%                       |
| Votos apurados                |                                 |                               |                               |
| Votos válidos                 | Votos válidos                   | 288.041                       | 90,63%                        |
| Votos em branco               | Votos em branco                 | 10.435                        | 3,28%                         |
| Votos nulos                   | Votos nulos                     | 19.343                        | 6,09%                         |
| Total de votos apurados       | Total de votos apurados         | 317.819                       | 100,00%                       |
| Eleitores                     |                                 |                               |                               |
| Comparecimento                | Comparecimento                  | 317.819                       | 85,47%                        |
| Abstenções                    | Abstenções                      | 54.024                        | 14,53%                        |
| Total de eleitores            | Total de eleitores              | 371.843                       | 100,00%                       |

| 2º Turno 29 de outubro de 2000 | 2º Turno 29 de outubro de 2000 | 2º Turno 29 de outubro de 2000 | 2º Turno 29 de outubro de 2000 |
| Candidato(a)                   | Vice                           | Votação                        | Votação                        |
| Candidato(a)                   | Vice                           | Total                          | Porcentagem                    |
| ------------------------------ | ------------------------------ | ------------------------------ | ------------------------------ |
| Jorge Roberto Silveira (PDT)   | Godofredo Pinto (PT)           | 166.028                        | 57,69%                         |
| Sergio Zveiter (PMDB)          | Luiz Carlos Gallo (PFL)        | 121.741                        | 42,31%                         |
| Total de votos válidos         | Total de votos válidos         | 287.769                        | 100,00%                        |
| Votos apurados                 |                                |                                |                                |
| Votos válidos                  | Votos válidos                  | 287.769                        | 93,53%                         |
| Votos em branco                | Votos em branco                | 6.504                          | 2,11%                          |
| Votos nulos                    | Votos nulos                    | 13.404                         | 4,36%                          |
| Total de votos apurados        | Total de votos apurados        | 307.677                        | 100,00%                        |
| Eleitores                      |                                |                                |                                |
| Comparecimento                 | Comparecimento                 | 307.677                        | 82,74%                         |
| Abstenções                     | Abstenções                     | 64.166                         | 17,26%                         |
| Total de eleitores             | Total de eleitores             | 371.843                        | 100,00%                        |

### Vereadores eleitos
| Eleição de 2000 |                                         |         |                  |         |             |
| Nº              | Vereador(a) eleito(a)                   | Partido | Situação         | Votação | Votação     |
| Nº              | Vereador(a) eleito(a)                   | Partido | Situação         | Total   | Porcentagem |
| 1               | Raul Fernando de Oliveira Rodrigues     | PDT     | Eleito por QP    | 7.244   | 2,467%      |
| 2               | Paulo Eduardo Gomes                     | PT      | Eleito por QP    | 6.550   | 2,231%      |
| 3               | Plínio Comte Leite Bittencourt          | PSB     | Eleito por QP    | 5.539   | 1,887%      |
| 4               | João Geraldo Bezerra de Menezes Galindo | PSDB    | Eleito por QP    | 5.310   | 1,809%      |
| 5               | Paulo Roberto Mattos Bagueira Leal      | PDT     | Eleito por QP    | 4.408   | 1,501%      |
| 6               | José Alaor Boschetti                    | PT      | Eleito por QP    | 4.362   | 1,486%      |
| 7               | Edgar Foly                              | PDT     | Eleito por QP    | 4.034   | 1,374%      |
| 8               | Carlos Alberto de Macedo                | PSD     | Eleito por QP    | 3.881   | 1,322%      |
| 9               | Carlos Alberto Pinto Magaldi (Magaldi)  | PDT     | Eleito por QP    | 3.817   | 1,300%      |
| 10              | Marival Gomes da Silva                  | PMDB    | Eleito por QP    | 3.714   | 1,265%      |
| 11              | Rodrigo Neves Barreto                   | PT      | Eleito por Média | 3.483   | 1,186%      |
| 12              | Jorge Alberto Pinto Rodrigues Filho     | PDT     | Eleito por Média | 3.463   | 1,180%      |
| 13              | Francisco Campos Mendonça               | PL      | Eleito por QP    | 3.348   | 1,140%      |
| 14              | Maria Aparecida Bezerra Domingos        | PMDB    | Eleita por QP    | 3.318   | 1,130%      |
| 15              | José Vicente Filho                      | PSB     | Eleito por QP    | 3.297   | 1,123%      |
| 16              | José Antônio Toro Fernandes             | PSD     | Eleito por QP    | 2.693   | 0,917%      |
| 17              | Paulo Henrique da Silva Oliveira        | PMDB    | Eleito por Média | 2.652   | 0,903%      |
| 18              | José Alzimé de Araújo Cunha             | PSB     | Eleito por Média | 2.599   | 0,885%      |
| 19              | Milton Carlos da Silva Lopes (Cal)      | PL      | Eleito por Média | 2.459   | 0,838%      |
| 20              | Ricardo Clemente das Neves              | PSDB    | Eleito por Média | 1.884   | 0,642%      |
| 21              | Renê Xavier Barreto                     | PRONA   | Eleito por QP    | 1.480   | 0,504%      |

| Cor | Significado                                                  |
| 1   | primeiro mandato como vereador(a) da cidade                  |
| 2   | segundo mandato (seguido ou não) como vereador(a) da cidade  |
| 3   | terceiro mandato (seguido ou não) como vereador(a) da cidade |
| 4   | quarto mandato (seguido ou não) como vereador(a) da cidade   |
| 5   | quinto mandato (seguido ou não) como vereador(a) da cidade   |
| 8   | oitavo mandato (seguido ou não) como vereador(a) da cidade   |